# Afife Jale
Afife Jale (Isztambul, 1902 – Isztambul, 1941. július 24.) török színésznő, leginkább az ország első muszlim színésznőjeként ismert.

## Élete
1902-ben született Afife néven, Isztambulban. Szülei Hidayet és Methiye. Egy lánytestvére (Behiye) és egy fiútestvére (Salâh) volt. A lányok számára nyílt ipari iskolában tanult, de színésznő akart lenni; az Oszmán Birodalomban azonban a belügyminisztérium rendelete alapján muszlim török nők nem játszhattak színpadon, csak a görög, örmény vagy zsidó kisebbség tagjai. Afife apja is ellenezte lánya színpadi karrierjét, mert nem tartotta egészséges dolognak, emiatt Afife megszökött otthonról és az újonnan alapított városi konzervatórium, a Darülbedayi gyakornoka lett. A konzervatórium ekkor indított színésztanfolyamot muszlim nők számára, azzal az indoklással, hogy csak női közönség előtt fognak játszani.
Afife 1920-ban debütált a színpadon, Emel szerepét alakította Hüseyin Suat Yamalar című darabjában, a szerep eredeti alakítója, az örmény Eliza Binemeciyan külföldre távozása után. Afife ekkor választotta a Jale művésznevet, innentől hívták Afife Jalénak. Mikor fellépett a Kadıköy városrészben lévő Apolló színházban, Afife Jale lett az első muszlim török színpadi színésznő az országban. Legalább kétszer előfordult, hogy a darab közepén a más vallású színészeknek kellett elrejteniük a rendőri razzia elől. A konzervatórium vezetését figyelmeztették a fellépéseiről, ezért 1921-ben megváltak Afifétől. Ezután több más társulatnál játszott, különféle művészneveken. Pénzügyi problémái akadtak, és fejfájás kezdte kínozni; orvosa morfium alapú terápiával kezelte, emiatt rászokott a morfiumra
1923-ban Mustafa Kemal Atatürk, az újonnan kikiáltott köztársaság alapítója eltörölte az oszmán kori tilalmat a muszlim nők színpadi szereplését illetően, így Afifének már nem volt mitől tartania. Újra csatlakozott a színházhoz és bejárta velük Anatóliát, morfiumfüggősége miatt azonban egészségi állapota romlani kezdett, és vissza kellett vonulnia a színháztól.
Színészi pályafutása befejezésével Afife Jale elszegényedett. 1928-ban egy török klasszikus zenei hangversenyen megismerkedett Selahattin Pınar (1902–1960) virtuóz tamburzenésszel, akivel 1929-ben összeházasodott, és Isztambul Fatih negyedébe költözött. A házasság nem sikerült jól, és 1935-ben Afife morfiumfüggősége miatt elváltak. Selahattin Pınar számos, később klasszikussá váló zeneművet szerzett, melyeket házassága ihletett.
Afiféért függősége miatt aggódtak a barátai a konzervatóriumból, és a Bakırköy Pszichiátriai Kórházba vitték kezelésre. Itt élte le utolsó éveit, és a kórházban halt meg 1941. július 24-én. Temetkezési helye feledésbe merült.

## Öröksége
1987-ben Nezihe Araz újságíró (1922–2009) színdarabot írt Afife Jale címmel. A darabból később filmet is forgattak.
Afife Jale tragikus életét még kétszer filmesítették meg: 1987-ben az Afife Jale című filmben, amelyet Şahin Kaygun rendezett, később pedig Ceyda Aslı Kılıçkıran 2008-ban bemutatott, Kilit című filmjében. Mindkettőben Müjde Ar játszotta a főszerepet.
1998 decemberében mutatták be a Török Állami Opera és Balett moderntánc-társulatának kortárs balett-szvitjét Afife címmel; a zeneszerző Turgay Erdener, a koreográfus Beyhan Murphy. A kétfelvonásos műben Afife életének szakaszait színek jelképezik: arany (fiatalkor), vörös (küzdelmek), bíbor (függőség) és ezüst (halál). The ballet was performed again in 2012 at the Süreyya Opera House in Kadıköy.
2000-ben egy zenei album is megjelent Afife címmel; ezen klasszikus zenei műveket ad elő Selva Erdener szoprán, a Moszkvai Rádió Csajkovszkij Szimfonikus Zenekara kíséretében.>
2004-ben a CNN Türk tévécsatorna bemutatta a Yüzyılın aşkları: Afife ve Selahattin című dokumentumfilmet, melyet Can Dündar rendezett. A film Afife és Selahattin Pınar házasságáról szól.
Isztambul Beşiktaş városrészének Ortaköy negyedében a nevét viseli egy kulturális központ, az Afife Jale Kültür Merkezi, és egy színpad, az Afife Jale Sahnesi.
1997 óta évente kiosztják emlékére az Afife Jale színházi díjat, melyet a Yapı Kredi Sigorta biztosítótársaság alapított.

## Fordítás
- Ez a szócikk részben vagy egészben  az   Afife Jale című angol Wikipédia-szócikk ezen változatának fordításán alapul.  Az eredeti cikk szerkesztőit annak laptörténete sorolja fel. Ez a jelzés csupán a megfogalmazás eredetét és a szerzői jogokat jelzi, nem szolgál a cikkben szereplő információk forrásmegjelöléseként.